# 弗罗茨瓦夫
弗罗茨瓦夫（波蘭語：Wrocław），歷史上按德語稱爲布雷斯勞，是波兰城市，位于該國西南部的奥得河畔，自1999年起是下西里西亚省的省会。该市人口约为67.3萬人（2024年），列波兰第四大城（次于华沙、克拉科夫和罗兹），同时也是波兰仅次于华沙的第二大金融中心，在经济、文化、交通等诸多方面都在波兰具有相当重要的地位。
弗罗茨瓦夫在其城市发展史上的大部分时期内，一直是一个以多民族、多元文化为特色的城市，德意志、波蘭、捷克、犹太等民族均扮演过重要角色。而德语曾长期是占有优势地位的语言，该市的德语名称布雷斯勞的知名度一直很高，二战以前该市曾是德国重要的工商业与文化名城之一，城市规模居全德国第六位，那時人口已达60多万。在第二次世界大战以后的领土调整和民族大迁徙中，该市是德国在战后失去的最大城市，原有的德国居民被迫西迁，而波兰东部因為割让给苏联，大批波蘭人湧入這座城市導致弗罗茨瓦夫在人口构成上基本上成为一个纯粹的波兰城市，但由于保留下来的以及战后重建的大量普鲁士、奥地利乃至波希米亚风格的建筑，该市在波兰境内仍是一个颇为独特的城市。

## 名称
弗罗茨瓦夫最早见于记载，是在1000年，那一年波兰新成立了弗罗茨瓦夫教区，主教是约翰。最早的城市名称是Sigillum civitatis Wracislavie，得名于统治该市的波希米亚公爵弗拉季斯拉夫一世。中世纪早期，该市的名称是Vratislav（捷克语）或Wrocisław（波兰语）。拉丁語的市名Wratislavia是采用了捷克语的读音。波蘭語的名稱後來逐渐简化，由Wrocisław簡化至Wrotsław，到12世纪再简化为Wrocław。在神聖羅馬帝國、奧地利、普魯士和德國，该市正式使用的官方市名除了使用拉丁语名称Wratislavia外，主要使用其德語名稱“布雷斯劳”（Breslau）。今天，该市的名称问题仍然容易引起德国和波兰民族主义者的争议。对于该市现在占主体的波兰居民，特别是第二次世界大战以后出生的居民，该市过去曾使用过的德国名称“布雷斯劳”已经相当陌生。

## 地理
弗罗茨瓦夫位于波兰西南部的奥得河河谷平原，南面是西里西亚丘陵地带。奥得河流经市区的河段形成数座小岛，如沙岛和座堂岛，其中座堂岛是该市最早形成的街区，后来城市以此为核心发展到奥得河两岸。
弗罗茨瓦夫的气候类型属于属海洋性向大陆性过渡的温带阔叶林气候。总体而言气候温和，但是冬季偏于寒冷，阴天较多，夏季较为潮湿。每年最冷的月份是一月，平均气温为-0.5摄氏度，平均最低气温为-3.7摄氏度；最热的月份是7月，平均气温为20摄氏度，平均最高气温为24.6摄氏度。年降水量约600毫米，每月的降雨日数（日降雨量不少于1毫米）都在10-14天之间。

## 历史

### 中世纪

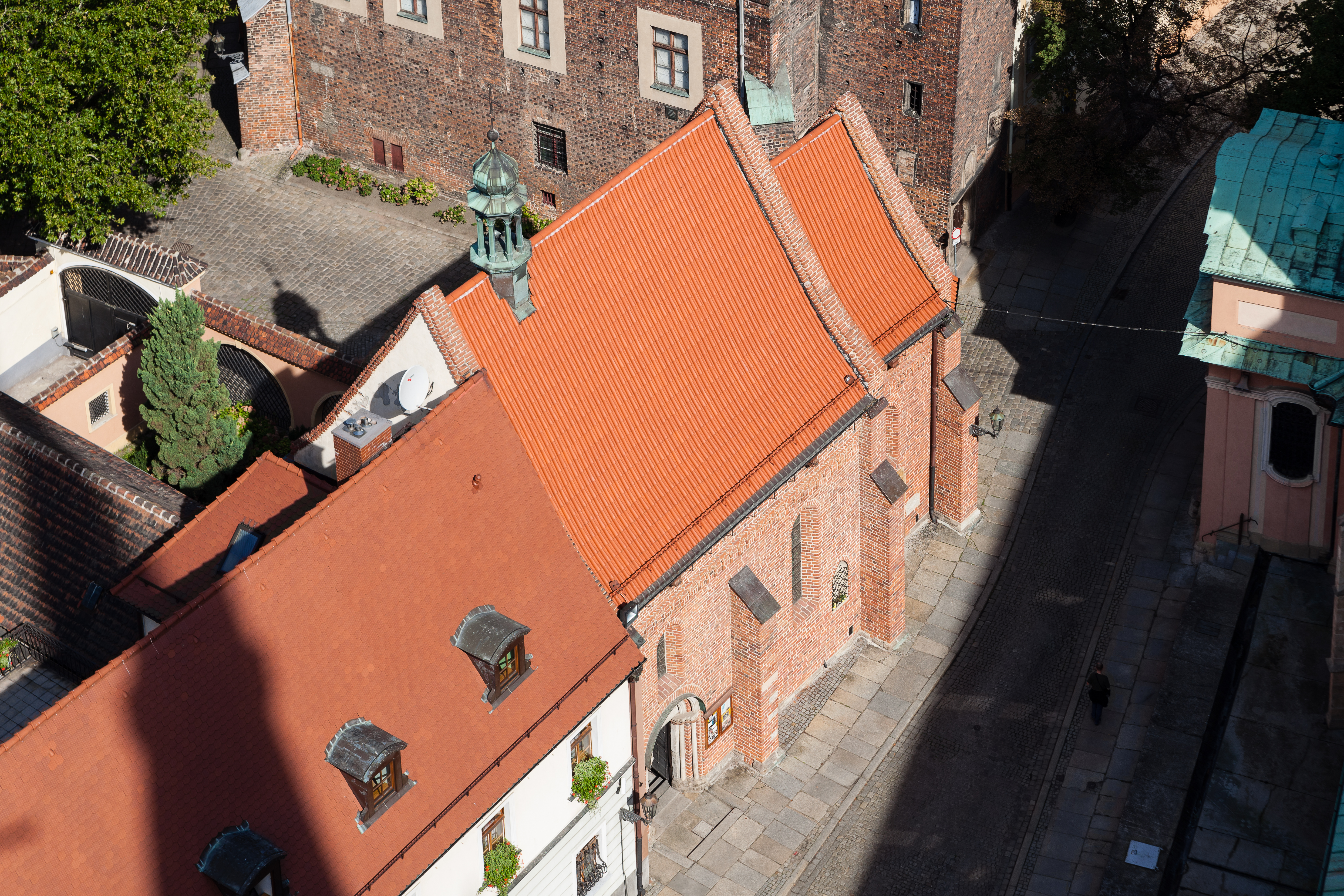
该教堂始建与1241年至1242年

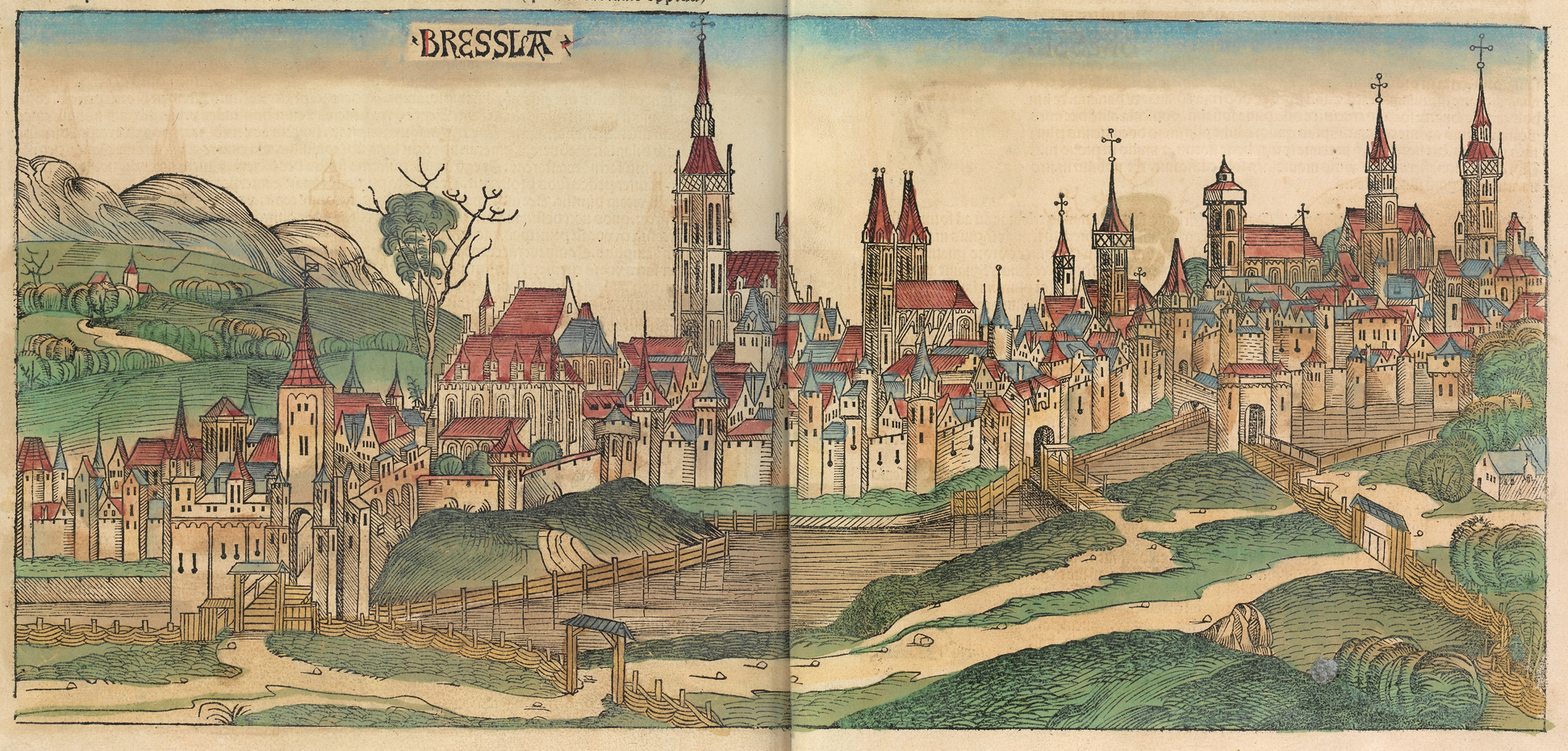
1493年《纽伦堡编年史》中的布雷斯劳（弗罗茨瓦夫）

在10世纪，弗罗茨瓦夫奥得河上的座堂岛已经形成一个集市，是古代从莱比锡前往奥波莱、克拉科夫和基辅的贸易路线上的一个渡口。它最初是大摩拉维亚的属地，不久改属波希米亚。990年代，该居民点一度被波兰公爵梅什科一世占领，随后又被波希米亚夺回。1000年，罗马教廷设立了弗羅茨瓦夫教区，建造了主教座堂和要塞，因而该市成为西里西亚的行政和宗教中心。1139年该地成为西里西亚公国的首府。1163年，神圣罗马帝国皇帝巴巴罗萨将西里西亚分为2个公国来统治，西里西亚公爵从神圣罗马帝国得到了这块封地。13世纪，西里西亚进入政治稳定、经济繁荣的时期，也吸引了许多来自神圣罗马帝国西部的日耳曼人移民。
1241年蒙古侵略期间，大部分人口撤离该市，剩下的市民躲进了城堡。城市被蒙古人洗劫并烧毁，但是蒙古军队没有花时间围困城堡就离开了。1262年，重建起来的城镇被授予馬格德堡權利，正式设立了市议会。这时，来自西面的许多日尔曼移民补充了人口的损失。大约1300年，波希米亚国王兼任西里西亚公爵和波兰国王，包括弗羅茨瓦夫在内的整个西里西亚成为波希米亚王国（卢森堡王朝）的一部分。
该市是北欧貿易城市漢薩同盟的一个成员，居民有西里西亚人、波希米亚人、摩拉维亚人和波兰人，德语已经成为当地的主要语言。1493年的《纽伦堡编年史》中记载了一位波兰商人从克拉科夫前往布拉格时途经此地，他见到：
西里西亚的布雷斯劳是一个位于奥得河畔的潮湿的德国城镇……河流的两岸都是德国人。不过……波兰语也经常使用。
16世纪初宗教改革期间，和下西里西亚大部分地方一样，該市人口中的压倒多数成为更正教路德会信徒，但在反宗教改革期间，新教信仰被取得哈布斯堡王朝支持的奥地利和波兰耶稣会所強制查禁。1526年起，神圣罗马帝国的哈布斯堡王朝开始统治这片土地。

### 霍亨索伦王朝

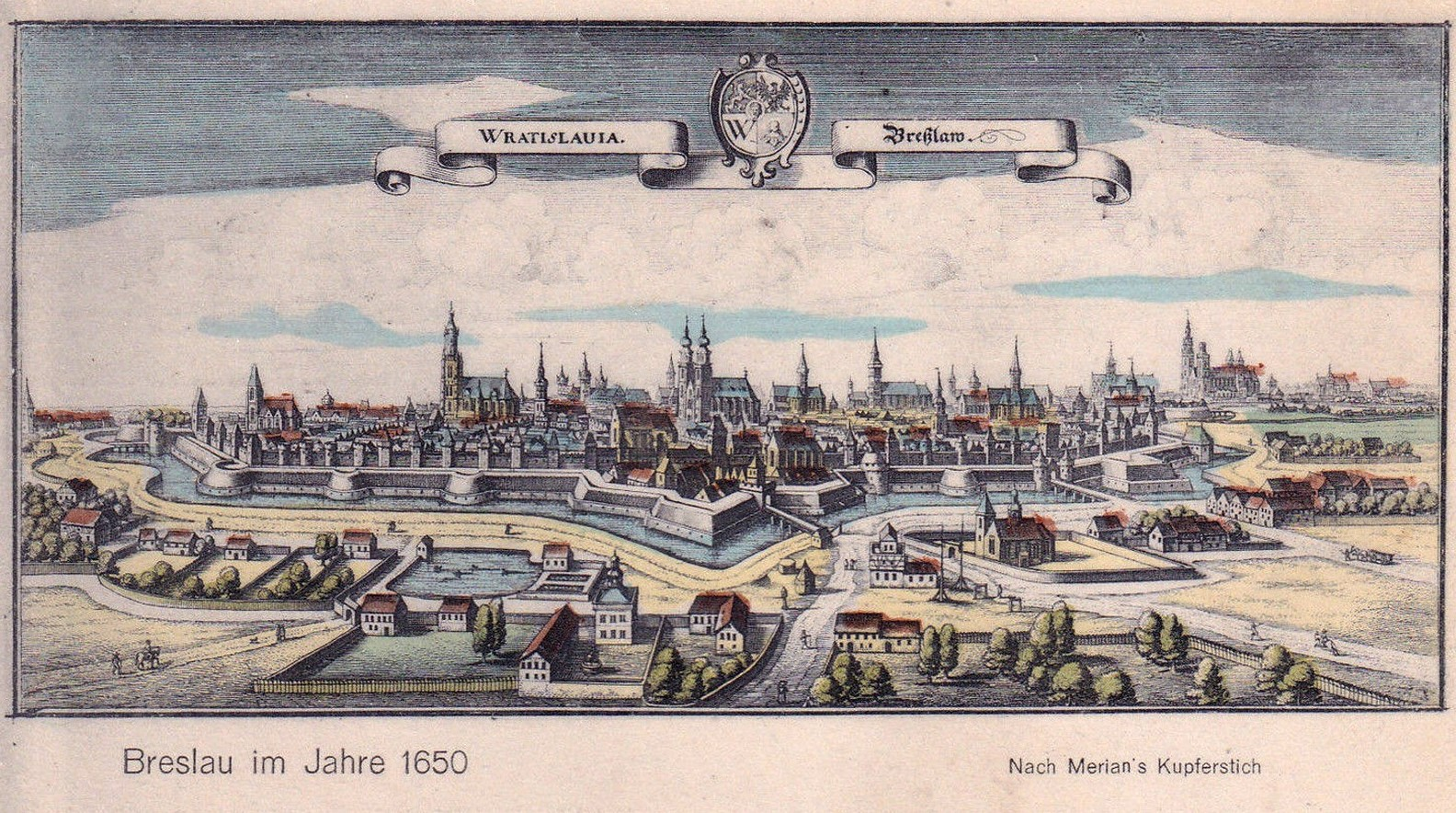
1640年的城市

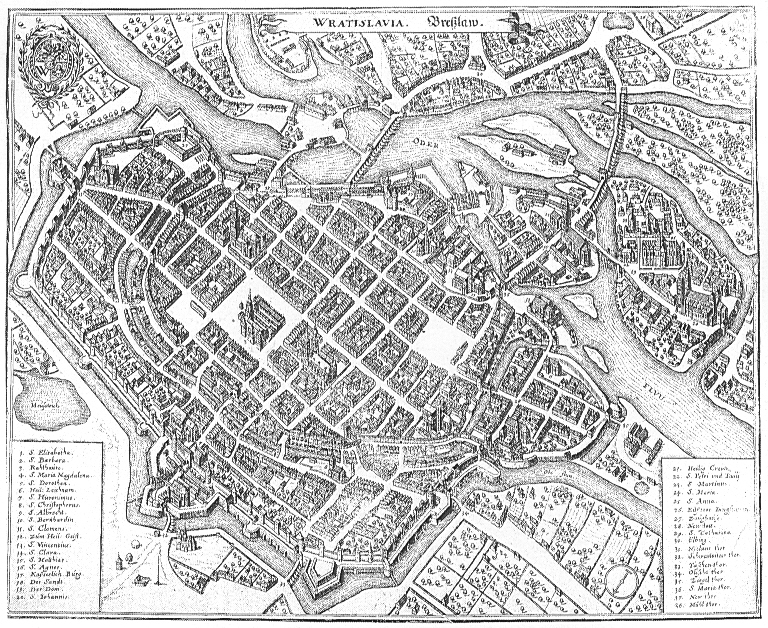
17世纪后半叶的城市

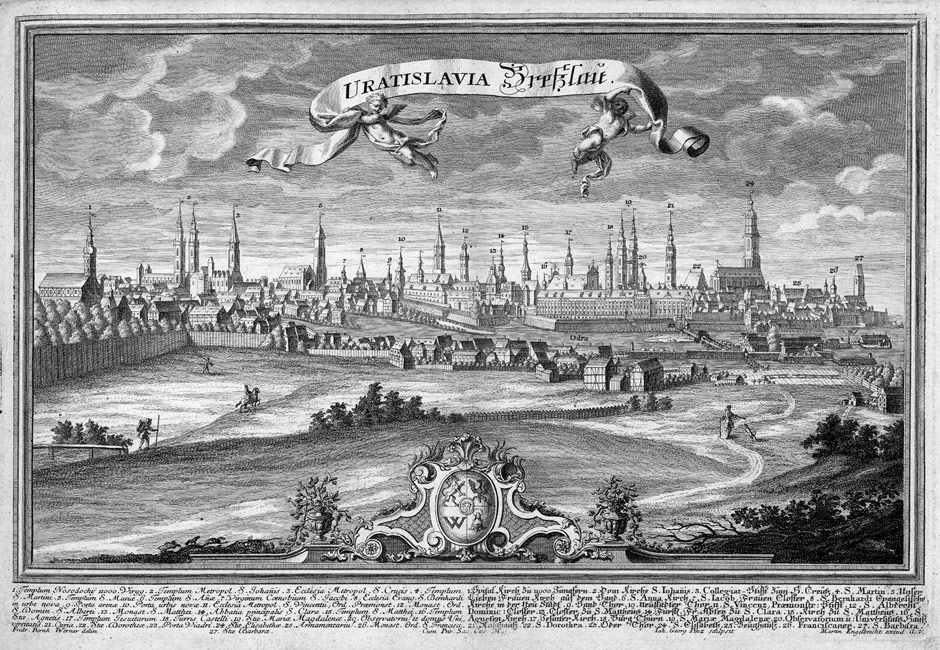
1736年的城市

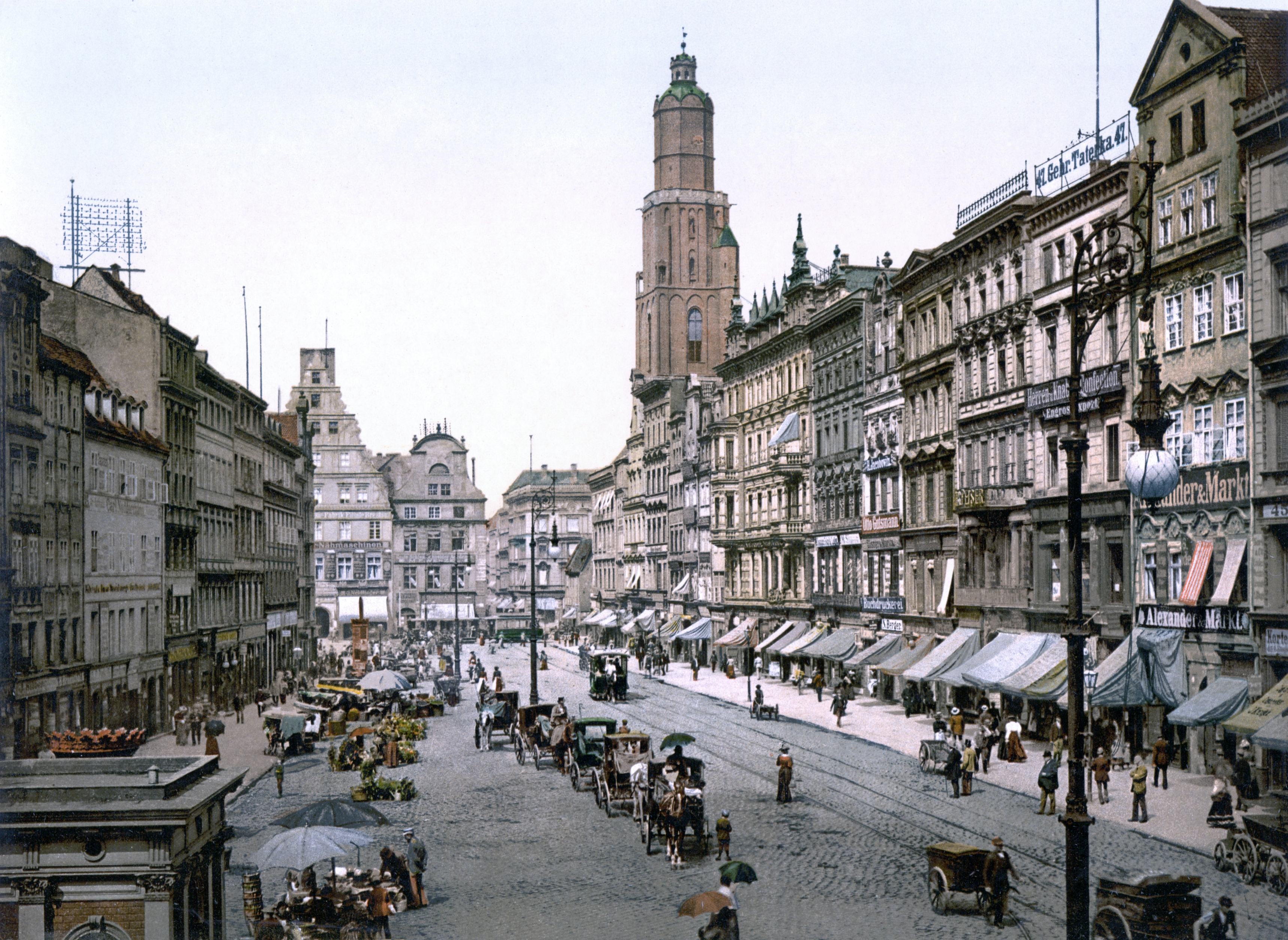
1890年-1900中央集市广场

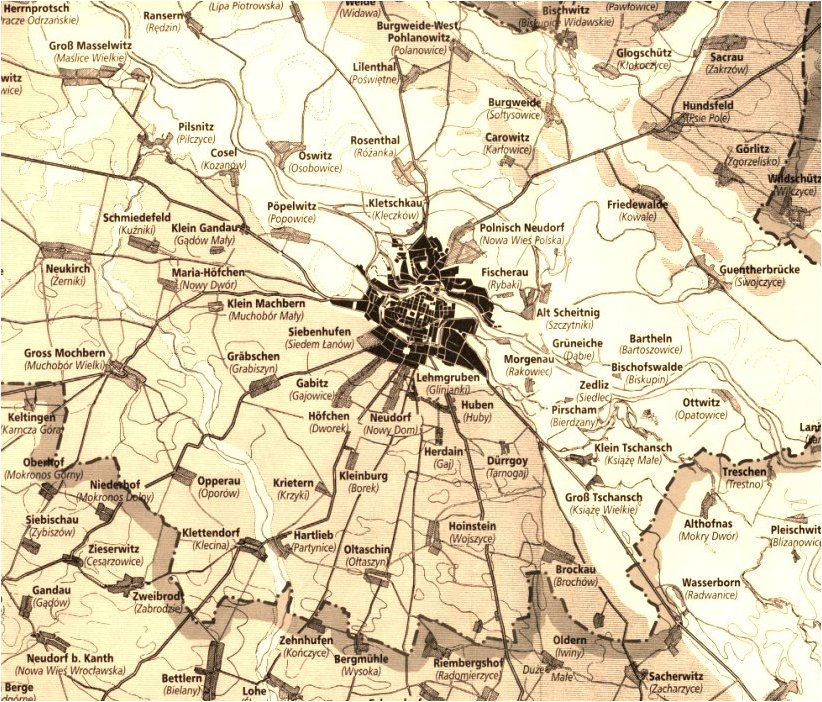
1900年的布雷斯劳和附近村庄

1675年波蘭皮雅斯特王朝僅存的西里西亞公爵——喬治威廉四世絕嗣之後，奥地利哈布斯堡王朝直接統治弗罗茨瓦夫。他們采取强制手段，想讓弗罗茨瓦夫居民重新皈依天主教，但多數市民仍保持新教信仰。在1740年代的奧地利王位繼承战争期间，西里西亚的大部分被普鲁士王国合併。普鲁士聲稱：这一行动是根據1534年他们与皮雅斯特家族的西里西亚公国（領地佔全部西里西亞的六分之一）之間的協議，確定当皮雅斯特王朝絕嗣时，普鲁士的霍亨索倫家族就成為弗罗茨瓦夫的合法統治者；但哈布斯堡一直不承認此協議，自行在1675年吞併西里西亞公國，統一全部的西里西亞。
1806年，神圣罗马帝国正式滅亡之後，普鲁士加入了德意志邦联。1811年重建了布雷斯劳大学（时称腓特烈·威廉大学）。1813年，在拿破仑战争期间，普鲁士国王腓特烈·威廉三世在布雷斯劳发表了“致我的人民”（An mein Volk）演说，声明普鲁士将与俄国结盟，击败拿破仑·波拿巴。1840年，布雷斯劳人口达到10万。
1871年，由普鲁士主导的德意志帝国成立。在德国统一进程中，布雷斯劳发展成为德国第六大城市和主要工业中心，特别以亚麻和棉纺织业著称，人口从1860年到1910年之间增长了3倍，超过50万人。其中德国人占95.71%，波兰人占2.95%，德波混血种占0.67%，捷克人占0.68%。这一时期有不少历史照片保存下来，包括1907年第7届全德歌咏会、1913年莱比锡战役一百周年展览。

### 魏玛共和国和纳粹德国
第一次世界大战后，德国民众受到凡尔赛条约的刺激，民族主义情绪上升。1920年8月，西里西亚起义期间，德国人毁坏了布雷斯劳的波兰语学校，烧毁了当地波兰语图书馆，1923年，在该市发生了一场排犹骚动。 1920年代，布雷斯劳还授予阿道夫·希特勒荣誉市民称号。1933年，盖世太保开始了行动，对付波兰和犹太学生（发给特别的种族隔离身份文件）、共产党、社会民主党、工团主义者和其他被认为是危害国家的人。有人甚至因为公开使用波兰语而被捕。 1938年，布雷斯劳的波兰人之家被警察摧毁，该市1万名犹太人中大部分被赶进集中营。

第二次世界大战爆发后，布雷斯劳剩下的犹太人也都遭到纳粹有计划的屠杀。在1920年代和1930年代，大部分波兰精英分子离开该市，留下的波兰人领袖都被送进集中营。 从1939年到1945年，该市通过种族清洗，变成了一个纯粹的德国城市。
1945年2月，苏联红军逼近该市，狂热的纳粹党人地方长官卡尔·汉克宣布将布雷斯劳建成一个军事要塞，当局安排市民参加建造要塞的工程，威胁任何人拒绝指定工作逃亡者将被射杀。此外还动用了集中营的囚犯作为奴隶劳工。围城期间，德国当局将沿着凯撒街的一块时髦的住宅区夷为平地，以建造一个军用机场，用于要塞的供给。不计其数的德国平民和奴隶劳工死于机场建造过程中。
3月初，卡尔·汉克终于取消了禁令，允许妇女儿童撤离，但在撤离过程中，有18000人无法抵御零下二十摄氏度的低温和暴风雪而冻死（大部分是儿童）。这时布雷斯劳战前60万人口中只剩下20万人还留在这里，这还只是因为通往西部的铁路已被破坏或过度超载。
1945年5月6日，在将近3个月的围城之后，布雷斯劳要塞终于投降，它是德国东部最后一个陷落的大城市。布雷斯劳战役结束时，有4万布雷斯劳人死在住宅和工厂的废墟之中，城市有65%–80%被摧毁。作为报复行动，进城的苏联红军野蛮地攻击幸存的平民。

### 波兰城市

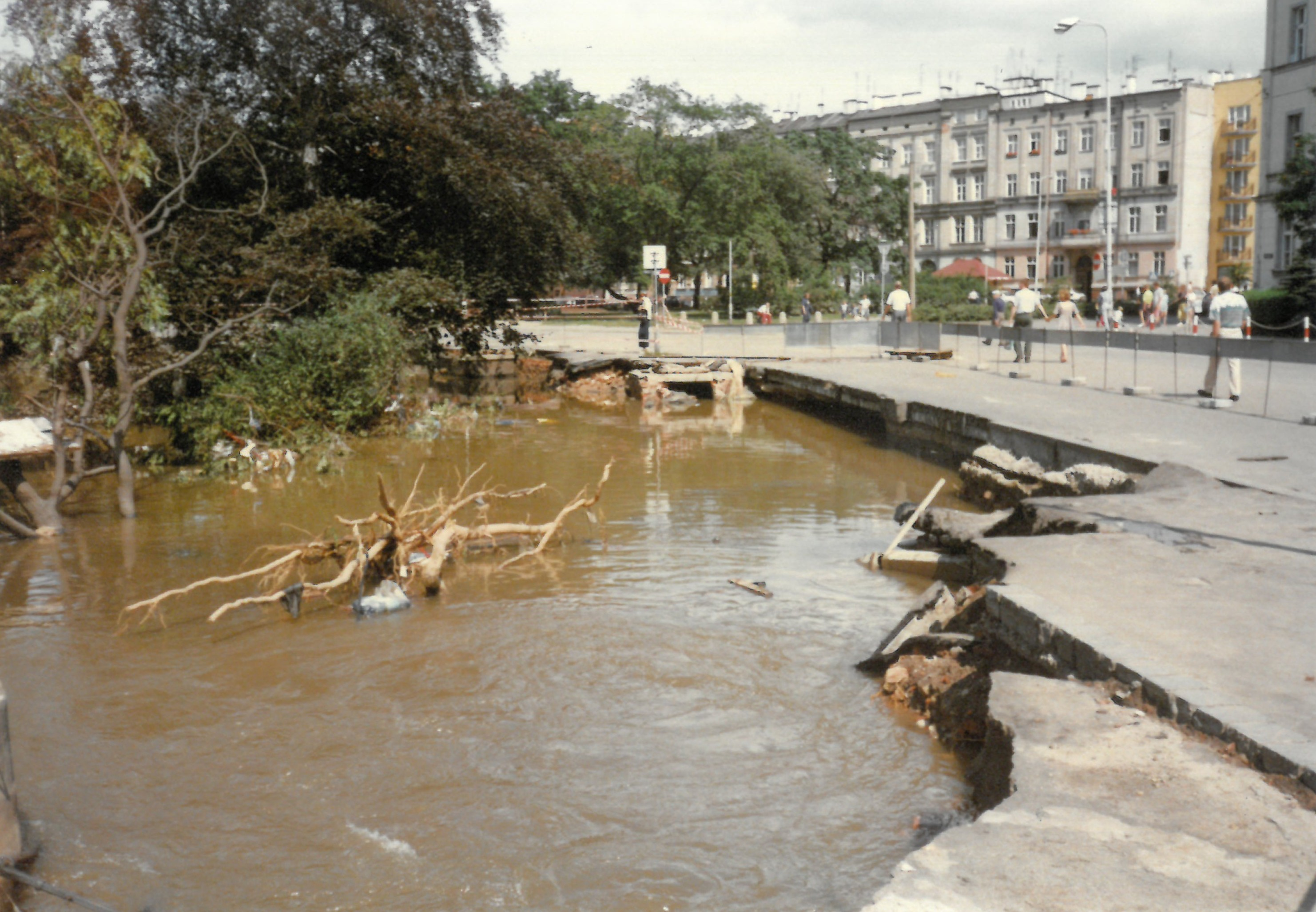
1997年洪水后市中心被破坏

根据《波茨坦协定》的规定，德国將奧德河-尼斯河線以东包括布雷斯劳在内的西里西亚在内的11万平方千米的领土割让给波兰，作为对波兰东部割让给苏联18万平方千米领土的补偿。布雷斯劳是德国丧失领土上最大的一座城市。从1945年到1949年期间，该市和西里西亚地区原来的德国居民均被向西驱赶到战后剩下的德国领土，在这过程中，苏联红军曾对德国妇女进行集体强奸，造成恐怖的气氛，促使德国人尽快撤走；波兰政府和苏联军队进行过镇压。不过，直到1950年代末，还有少量的德国人坚持留在那里。该市最后一所德国学校直到1963年才关闭。同时，约有30万波兰人被重新安置在弗洛茨瓦夫，他们一部分来自波兰中部小镇和村庄，不过很多人是来自波兰东部割让给苏联的地区，例如利沃夫（今属乌克兰）、维尔纽斯（今属立陶宛）或格罗德诺（今属白俄罗斯）。1948年，弗罗茨瓦夫已有30万波兰人，德国人只剩7000名。
波兰合并该市后，1948年在该市举办一次“光复国家展览”，宣布该市改名为弗罗茨瓦夫。
1997年7月，该市遭遇奥得河大洪水。2005年，该市遭遇暴风袭击，刮倒了许多树木，造成3人身亡。暴风是地方性的，没有影响到其他大城市。2006年，弗罗茨瓦夫的百年厅被列为世界文化遗产。

## 人口变化
弗罗茨瓦夫的人口经历过剧烈的变化过程。在第二次世界大战开始的1939年，该市人口已经达到629,565人，名列德国第六位，較慕尼黑、萊比錫等還要發達。到战争结束后的第二年，由于接管该市的苏联军队和波兰政府对原有的德国居民采取驱逐政策，致使城市人口迅速下降到171,000人。随后又有大批来自波兰原东部领土（割让给苏联）的波兰人填补了德国人西迁后形成的真空，人口逐步上升，到1990年前后基本恢复到战前水平。
| 年份   | 人口    |
| ------ | ------- |
| 1800年 | 64,500  |
| 1831年 | 89,500  |
| 1850年 | 114,000 |
| 1852年 | 121,100 |
| 1880年 | 272,900 |
| 1900年 | 422,700 |
| 1910年 | 510,000 |
| 1925年 | 555,200 |
| 1933年 | 625,198 |
| 1939年 | 629,565 |

| 年份   | 人口    |
| ------ | ------- |
| 1946年 | 171,000 |
| 1956年 | 400,000 |
| 1960年 | 431,800 |
| 1967年 | 487,700 |
| 1970年 | 526,000 |
| 1975年 | 579,900 |
| 1980年 | 617,700 |
| 1990年 | 640,577 |
| 1999年 | 650,000 |
| 2003年 | 638,000 |

## 经济
弗罗茨瓦夫传统上是西里西亚工业区的核心城市，在第二次世界大战以前，是德国主要的工业城市之一，最早发展起来的产业是亚麻和棉纺织业，充分利用当地丰富的水力和煤炭资源作为动力。后来，铁路机车制造和电子工业也逐渐发展起来。
目前弗罗茨瓦夫的经济地位虽然不及二战以前，已经远远落后于昔日与之规模大致相当的慕尼黑或法兰克福，但在波兰，该市仍然属于经济发展最快的城市之一，经济规模在波兰城市中仅次于首都华沙。1990年以后，约2000多家国外公司在此设立了分公司，著名的大公司有Volvo、西门子、惠普、丰田汽车、大众汽车、东芝、Bosch等。

## 交通

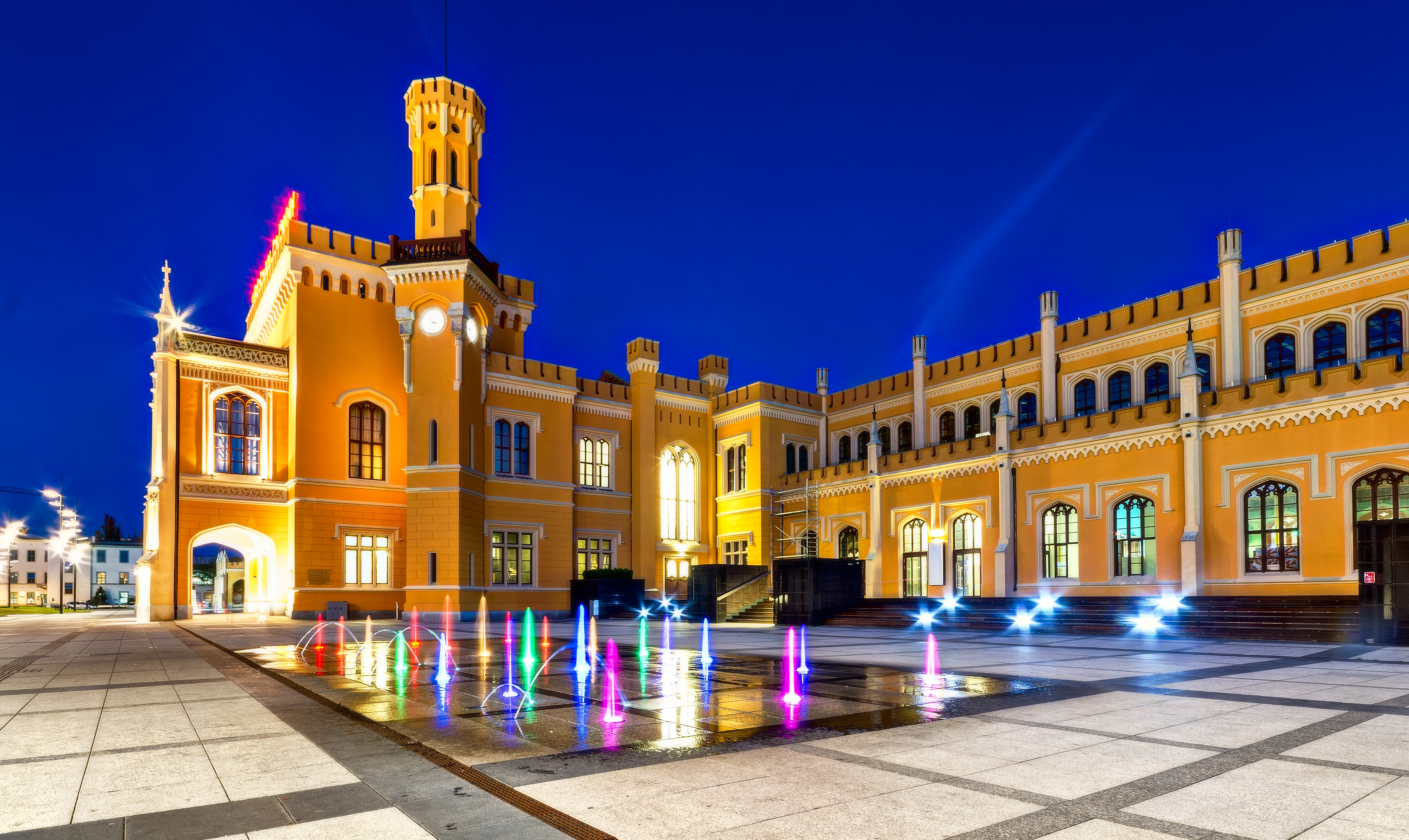
弗羅茨瓦夫火車總站

经过弗罗茨瓦夫的高速公路有横贯波兰南部主要工业区的A4（欧洲E40公路的一部分，向西经德国德累斯顿到法国，向东经卡托维茨、克拉科夫、乌克兰利沃夫到中亚）、A18（通往柏林）、A8（目前只有弗罗茨瓦夫附近长28千米的路段，2007年开工修建华沙到布拉格全线，预计2010年完工）。
弗罗茨瓦夫是欧洲的铁路枢纽之一，火车站不仅开通前往波兰各地的国内列车，也有不少班次是前往柏林、德累斯顿、汉堡、基辅、布达佩斯和布拉格等地的国际列车。弗罗茨瓦夫Brochów是波兰的第二大货运站。弗罗茨瓦夫作为奥得河上的港口，内河航运业也很重要。弗罗茨瓦夫国际机场有固定航班飛往法兰克福、哥本哈根、维也纳和华沙。

## 建筑

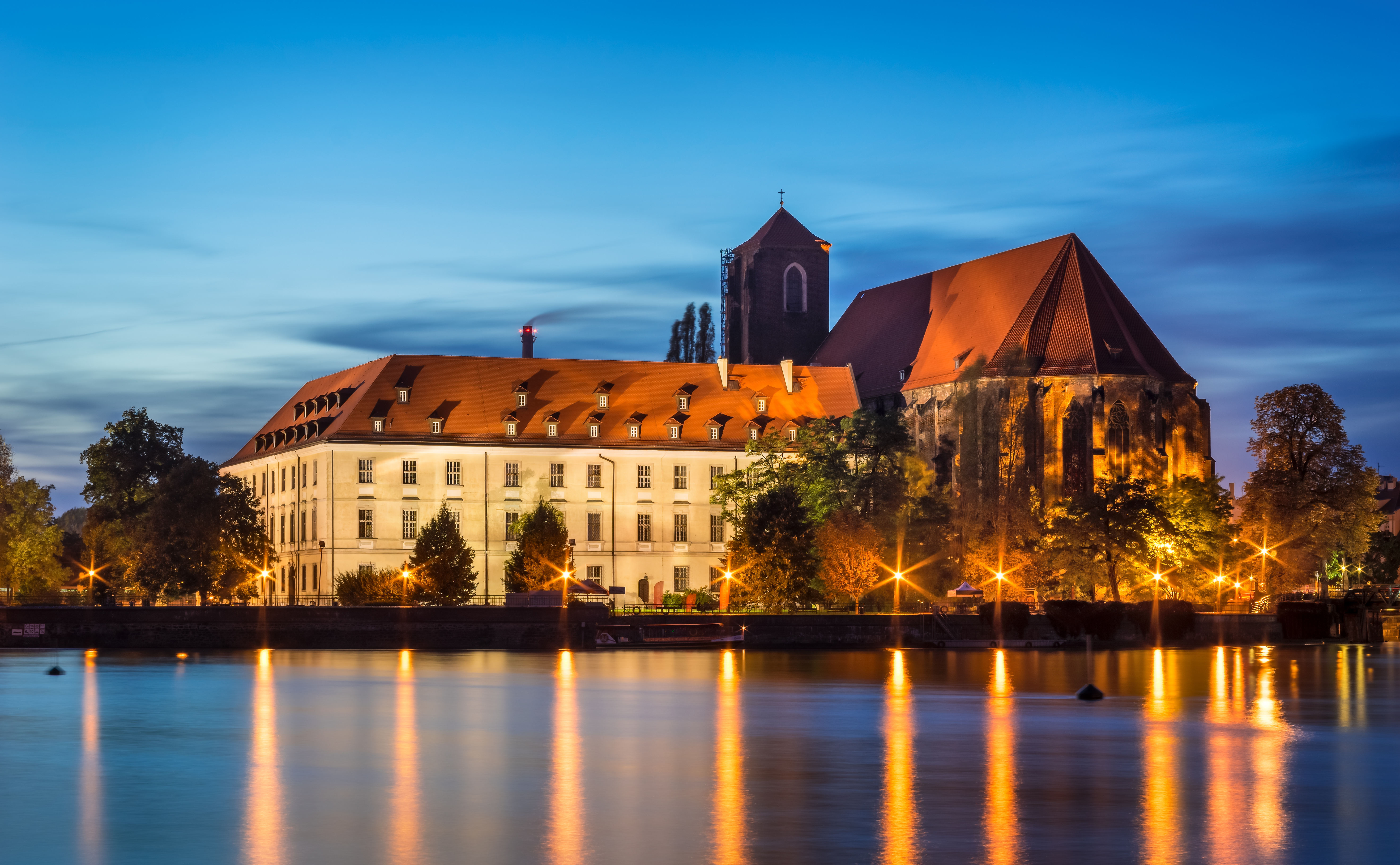
河畔风光

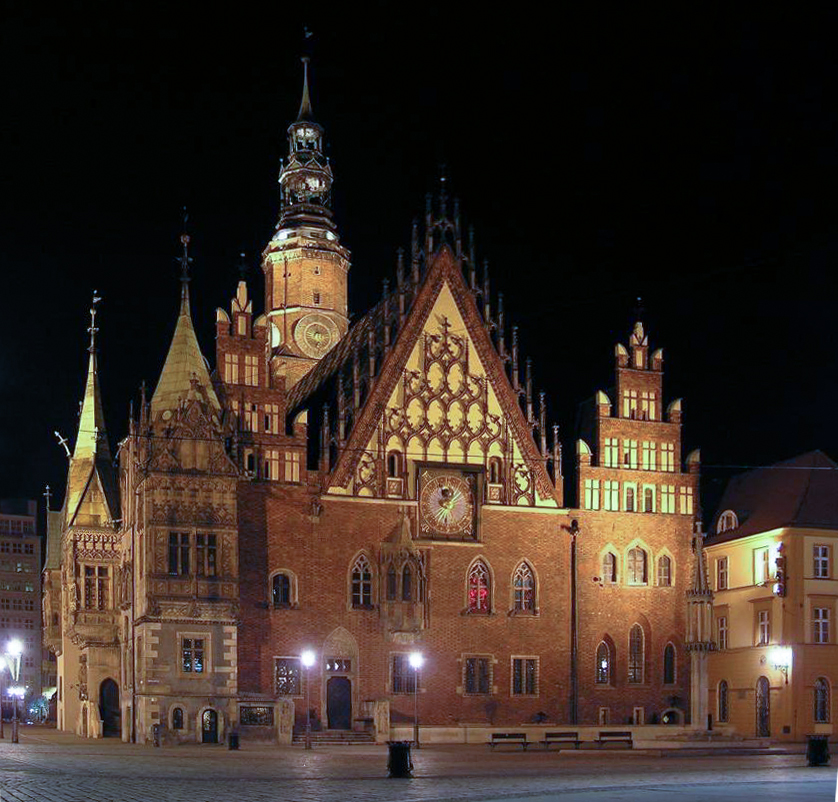
弗罗茨瓦夫市政厅

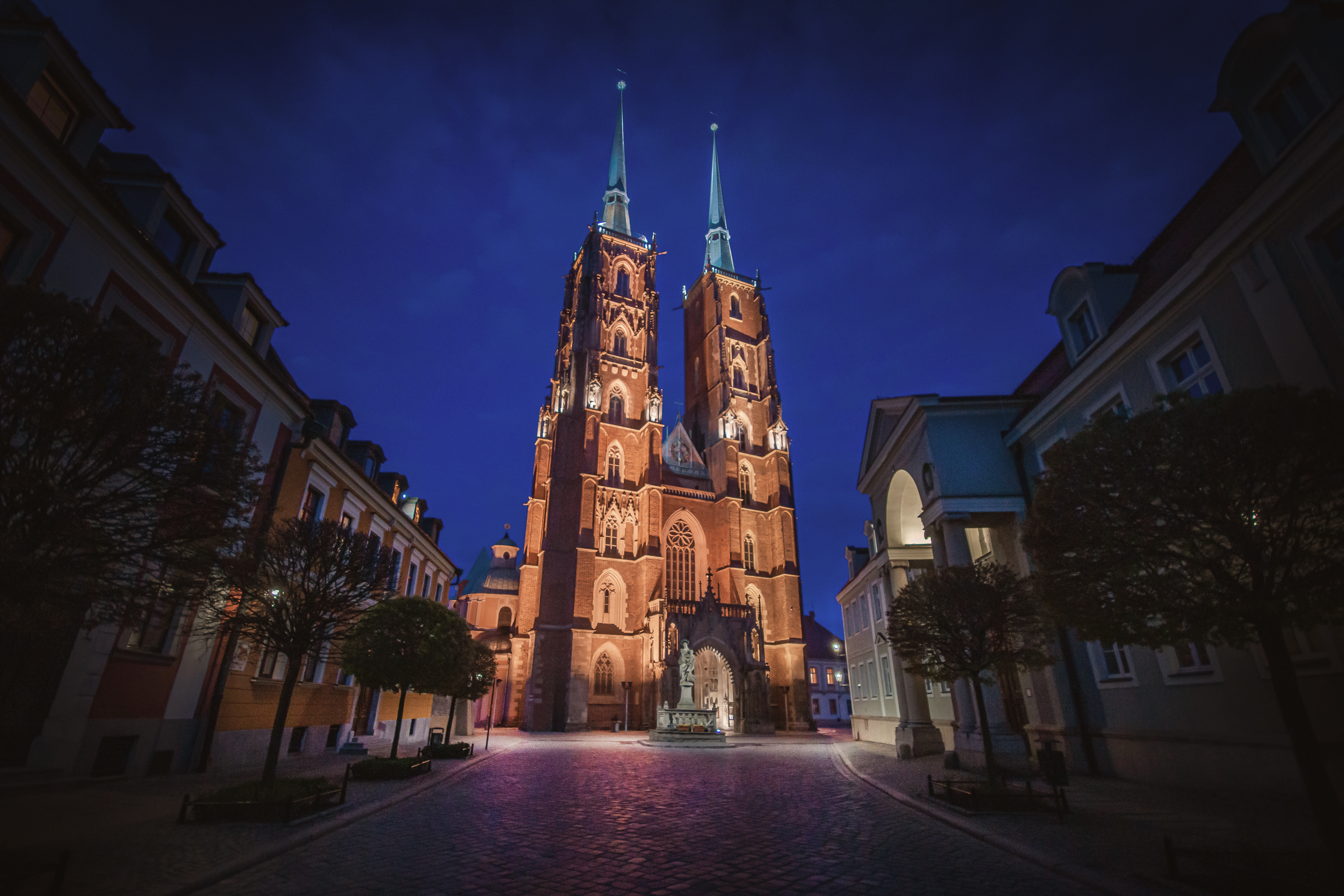
座堂島上的主教座堂

弗罗茨瓦夫市区在过去的德国时代曾是一个重要的经济文化中心，拥有过为数众多的哥特式、文艺复兴式、巴洛克式、古典主义，直到现代主义、后现代主义等各种风格的精美建筑。虽然其中有70%毁于二战末期的战火，但还是有为数不少的建筑幸存了下来，或是在战后得到恢复。弗洛茨瓦夫的哥特风格出现最早，座堂島上拥有高大双塔的圣母主教座堂和公爵礼拜堂都属于这种风格；它的巴洛克风格建筑主要归功于奥地利哈布斯堡王朝的宫廷建筑师，弗罗茨瓦夫大学和座堂岛上的圣伊丽莎白教堂就是属于这种风格的代表作品。

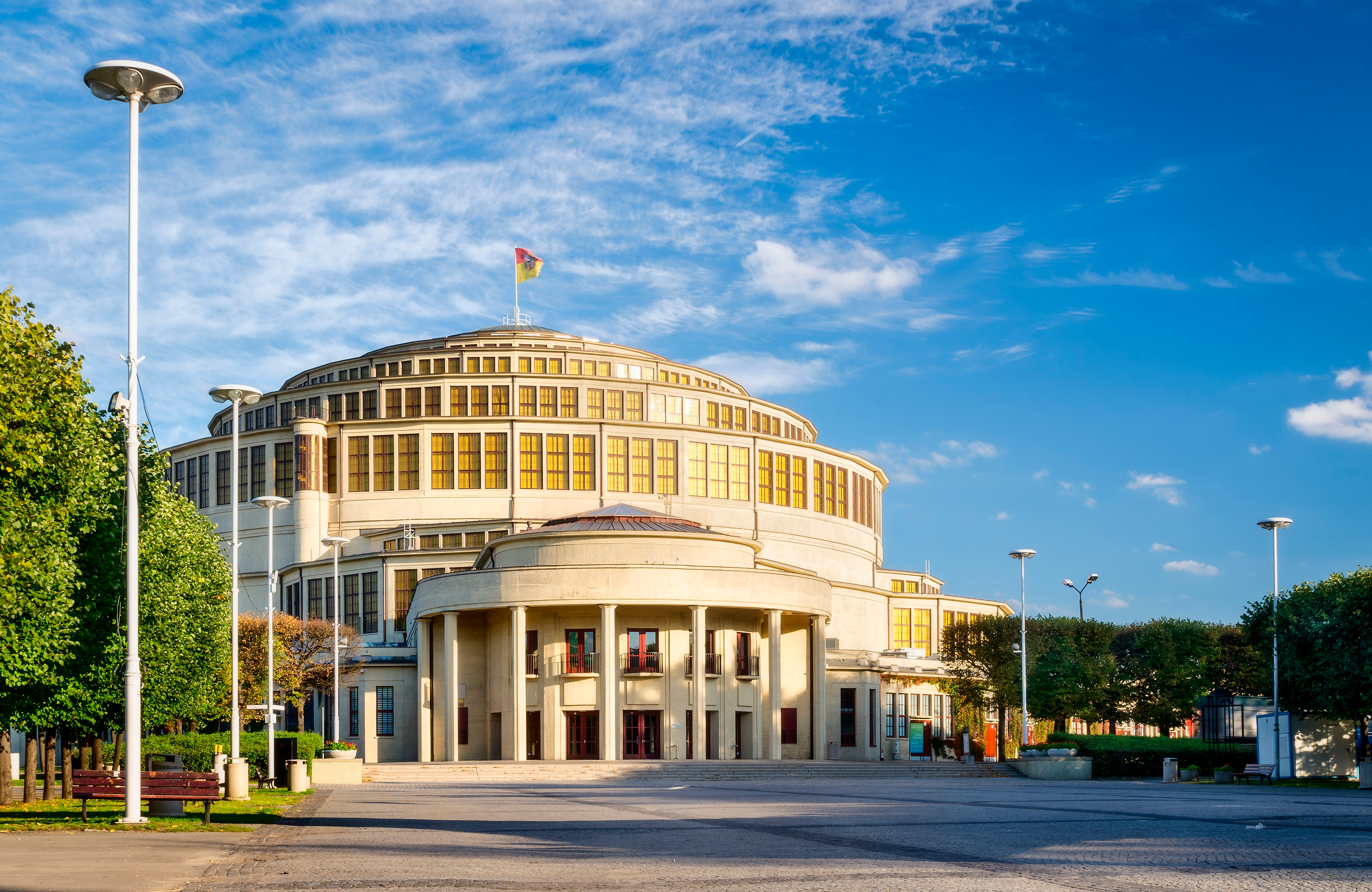
百年廳

弗洛茨瓦夫还有一批德国摩登建筑建筑师的卓越作品，其中马克斯·伯格建于1911年-1913年的作品百年厅（德语：Jahrhunderthalle，波兰语：Hala Ludowa）是其中最重要的。这幢建筑并无富丽堂皇的装饰，而是以鋼筋混凝土建築技術和現代工程建築學先驅著称。2006年被列为世界文化遗产。它的中心是一个直徑35米，高42米的圓形空間，約可容納6000多人。

## 文化
弗罗茨瓦夫拥有14座博物馆、10座剧院、爱乐音乐厅、歌剧院、以及15座美术馆。每年还举办爵士乐音乐节等年度文化活动。

## 教育

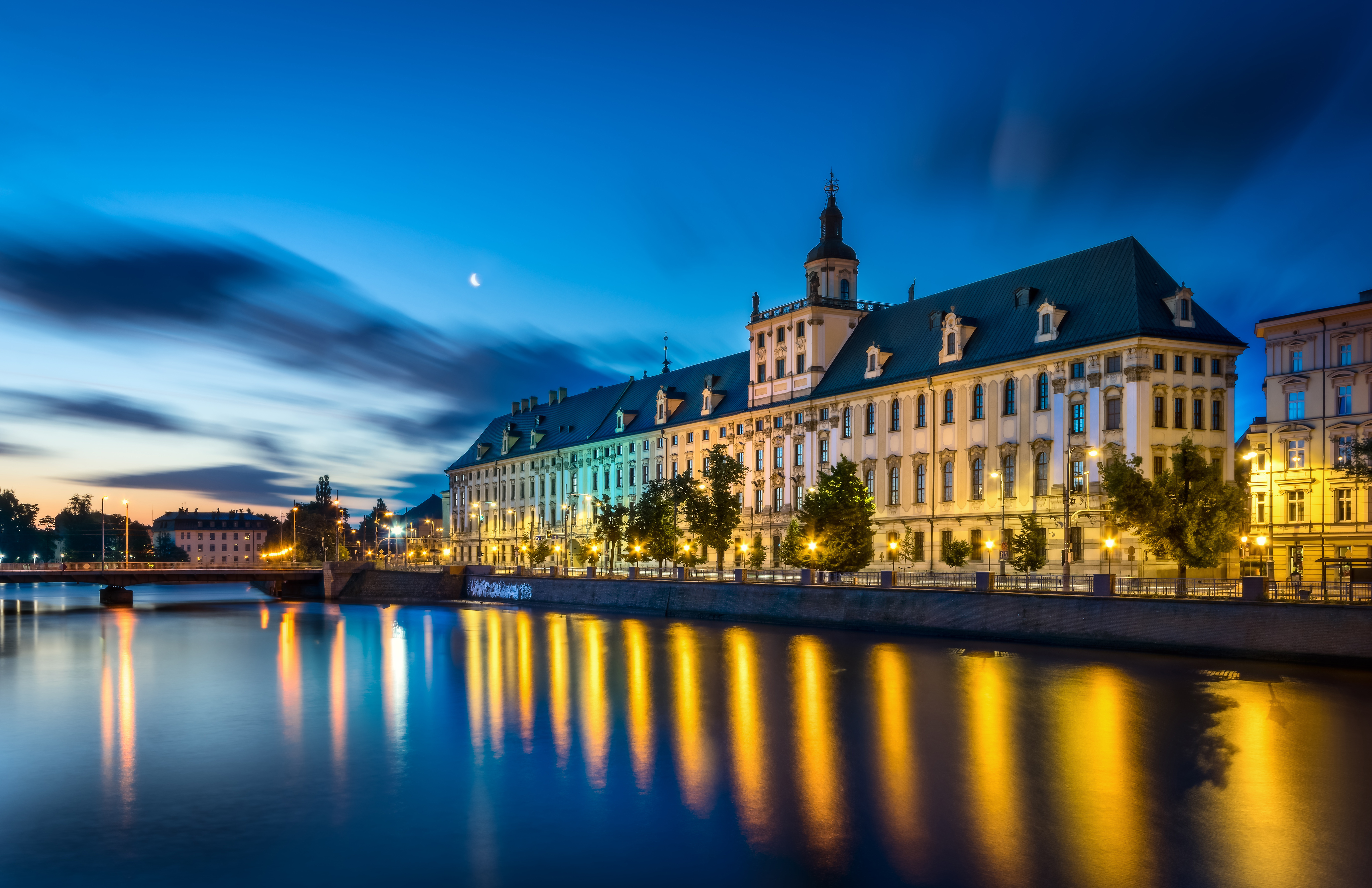
弗罗茨瓦夫大学

弗罗茨瓦夫為波蘭第三大教育重鎮，现有11所国立大学，總計有30所大學，共有约13.5万学生，職員數約7400人。弗罗茨瓦夫大学最初于1702年由耶稣会创办，1811年重建，有巴洛克、洛可可、古典主义建筑。下设10个学院，有43000名学生。弗罗茨瓦夫理工大学（Politechnika Wrocławska）也是一座古老的学府，创办于过去的波兰历史名城、今天则属于乌克兰的利沃夫，二战以后随移民迁到弗罗茨瓦夫，现有35000学生。此外，设在弗罗茨瓦夫的国立大学还有弗罗茨瓦夫医科大学、弗罗茨瓦夫体育学院（Akademia Wychowania Fizycznego）、弗罗茨瓦夫经济大学（Akademia Ekonomiczna im. Oskara Langego）、弗罗茨瓦夫农业大学（Akademia Rolnicza we Wrocławiu）、弗罗茨瓦夫环境与生命科学大学（Uniwersytet Przyrodniczy we Wrocławiu）、弗罗茨瓦夫美术学院（Akademia Sztuk Pięknych we Wrocławiu）、Karol Lipinski 音乐大学（Akademia Muzyczna im. Karola Lipińskiego）、戏剧学院（Państwowa Wyższa Szkoła Teatralna）、Tadeusz Kościuszko 陆军学院（Wyższa Szkoła Oficerska Wojsk Lądowych）。此外还有一些神学院和许多私立高等学校。

## 体育

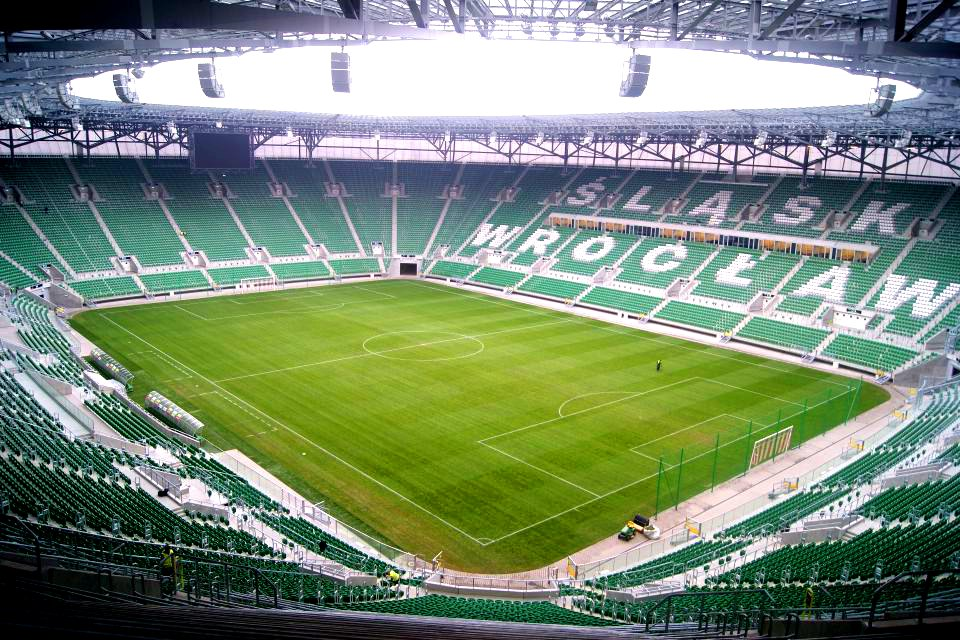
Euro2012体育场

弗罗茨瓦夫地区有许多受欢迎的职业运动队。目前最流行的运动是篮球，該市的男子篮球队曾获得前波兰冠军、2004年賽季第二名。该市其他男子职业队还有男子足球队（获1977年, 2012年波兰足球冠军赛冠軍，1976年、1987年波兰杯得主，1987年波兰超级杯得主）、男子手球队（2003/2004年度第一名）、男子泥地賽車队（2003/2004年度第一名）、男子排球队和男子拳击队（2003/2004年度第一名）。弗罗茨瓦夫的女子职业队有：女子足球队（2003/2004賽季第一名）、女子手球队（2003/2004賽季第一名）、女子乒乓球队（2003/2004賽季第一名）和女子排球队（波蘭甲組女排聯賽2003/2004賽季第六名）。業餘的體育活動在成千的弗罗茨瓦夫市民中和很多學校都很盛行。
第十屆世界運動會2017年於弗羅茨瓦夫舉行。

## 名人
出生于弗罗茨瓦夫的名人有亞道夫·安達臣（19世纪国际象棋名人）、马克斯·伯格（建筑师）、迪特里希·潘霍華（進行反纳粹运动的宗教领袖）、恩斯特·卡西爾（哲学家）、奧托·克倫佩勒（德國指揮家作曲家）、古斯塔夫·羅伯特·基爾霍夫（物理学家）、斐迪南·拉萨尔（德国社會主義者及革命者）、曼弗雷德·馮·里希特霍芬（第一次世界大戰著名王牌飛行員）、旺达·卢切薇兹（著名女登山家）、腓特烈·施萊馬赫（神學家和哲学家）、西勒修斯（17世紀德國-波蘭宗教詩人）、伊迪特·施坦因（德国哲学家，天主教修女）、胡果·斯廷豪斯（数学家）、邁克爾·拉賓（1976年圖靈獎得主）等。
该市的诺贝尔奖得主共有10位，他们是：
1. 特奥多尔·蒙森（1902年諾貝爾文學獎）
2. 菲利普·莱纳德（1905年諾貝爾物理學獎）
3. 爱德华·毕希纳（1907年諾貝爾化学獎）
4. 保罗·埃尔利希（1908年諾貝爾生理學或醫學獎）
5. 盖尔哈特·霍普特曼（1912年諾貝爾文學獎）
6. 弗里茨·哈伯（1918年諾貝爾化学獎）
7. 弗里德里希·贝吉乌斯（1931年諾貝爾化学獎）
8. 奥托·施特恩（1943年諾貝爾物理學獎）
9. 馬克斯·玻恩（1954年諾貝爾物理學獎）
10. 萊因哈德·澤爾騰（1994年諾貝爾經濟學獎）

## 氣候
| 弗罗茨瓦夫          | 弗罗茨瓦夫  | 弗罗茨瓦夫    | 弗罗茨瓦夫   | 弗罗茨瓦夫  | 弗罗茨瓦夫  | 弗罗茨瓦夫  | 弗罗茨瓦夫   | 弗罗茨瓦夫  | 弗罗茨瓦夫  | 弗罗茨瓦夫  | 弗罗茨瓦夫  | 弗罗茨瓦夫   | 弗罗茨瓦夫   |
| 月份                | 1月         | 2月           | 3月          | 4月         | 5月         | 6月         | 7月          | 8月         | 9月         | 10月        | 11月        | 12月         | 全年         |
| ------------------- | ----------- | ------------- | ------------ | ----------- | ----------- | ----------- | ------------ | ----------- | ----------- | ----------- | ----------- | ------------ | ------------ |
| 历史最高温 °C（°F） | 19.7 (67.5) | 20.1 (68.2)   | 25.4 (77.7)  | 30.1 (86.2) | 33.9 (93.0) | 36.3 (97.3) | 39.0 (102.2) | 37.7 (99.9) | 34.6 (94.3) | 28.1 (82.6) | 20.9 (69.6) | 17.7 (63.9)  | 39.0 (102.2) |
| 平均高温 °C（°F）   | 3.0 (37.4)  | 4.3 (39.7)    | 9.0 (48.2)   | 14.5 (58.1) | 20.0 (68.0) | 22.8 (73.0) | 24.6 (76.3)  | 24.3 (75.7) | 19.9 (67.8) | 14.4 (57.9) | 7.7 (45.9)  | 3.9 (39.0)   | 14.0 (57.2)  |
| 日均气温 °C（°F）   | −0.5 (31.1) | 0.4 (32.7)    | 4.2 (39.6)   | 9.9 (49.8)  | 14.9 (58.8) | 18.2 (64.8) | 19.9 (67.8)  | 19.5 (67.1) | 15.2 (59.4) | 10.0 (50.0) | 4.7 (40.5)  | 0.9 (33.6)   | 9.8 (49.6)   |
| 平均低温 °C（°F）   | −3.7 (25.3) | −2.8 (27.0)   | 0.2 (32.4)   | 5.2 (41.4)  | 10.0 (50.0) | 14.4 (57.9) | 15.3 (59.5)  | 15.2 (59.4) | 11.2 (52.2) | 5.9 (42.6)  | 2.3 (36.1)  | −2 (28)      | 5.9 (42.7)   |
| 历史最低温 °C（°F） | −30 (−22)   | −29.4 (−20.9) | −22.1 (−7.8) | −6.3 (20.7) | −3.1 (26.4) | 1.1 (34.0)  | 4.7 (40.5)   | 2.9 (37.2)  | −2 (28)     | −6 (21)     | −15.4 (4.3) | −22.7 (−8.9) | −30 (−22)    |
| 平均降水量 mm（）   | 34 (1.3)    | 32 (1.3)      | 39 (1.5)     | 38 (1.5)    | 54 (2.1)    | 69 (2.7)    | 75 (3.0)     | 65 (2.6)    | 43 (1.7)    | 38 (1.5)    | 41 (1.6)    | 38 (1.5)     | 566 (22.3)   |
| 平均降水天数        | 14          | 12            | 12           | 10          | 13          | 12          | 14           | 13          | 11          | 13          | 15          | 12           | 151          |
| 平均相對濕度（％）  | 81          | 84            | 76           | 69          | 66          | 70          | 71           | 71          | 75          | 78          | 83          | 85           | 76           |
| 月均日照時數        | 59          | 68            | 117          | 169         | 221         | 225         | 223          | 217         | 151         | 118         | 54          | 44           | 1,666        |
| 来源：              |             |               |              |             |             |             |              |             |             |             |             |              |              |

## 友好城市
- 荷兰布雷达
- 德国德累斯顿
- 美国夏洛特
- 墨西哥瓜达拉哈拉
- 捷克赫拉德茨-克拉洛韦
- 立陶宛考纳斯
- 乌克兰利沃夫
- 以色列拉马特甘
- 德国威斯巴登
- 土耳其伊兹密尔
- 白俄罗斯格罗德诺
- 俄罗斯多莫杰多沃